# Henry H. Arnold
Henry Harley Arnold, (25. juni 1886 – 15. januar 1950) var en amerikansk flyvepioner og general (General of the Army 1944 og General of the Air Force 1949).
Arnold var under 2. verdenskrig øverste chef for den amerikanske hærs luftvåben (USAAF) fra 1941 til 1945 og den første og eneste General of the Air Force. Han er også den eneste amerikaner som har været fem-stjernet general i to forskellige værn (hæren og luftvåbnet).

## Ekstern henvisning
General Arnold (engelsk) Arkiveret 30. juni 2009 hos  Wayback Machine
| Luftfart | Spire Denne artikel om flyvning er en spire som bør udbygges. Du er velkommen til at hjælpe Wikipedia ved at udvide den. |

- Wikimedia Commons har flere filer relateret til Henry H. Arnold

1. ↑  Navnet er anført på bokmål og stammer fra Wikidata hvor navnet endnu ikke findes på dansk.